# Leichtathletik-Europameisterschaften 1974/110 m Hürden der Männer

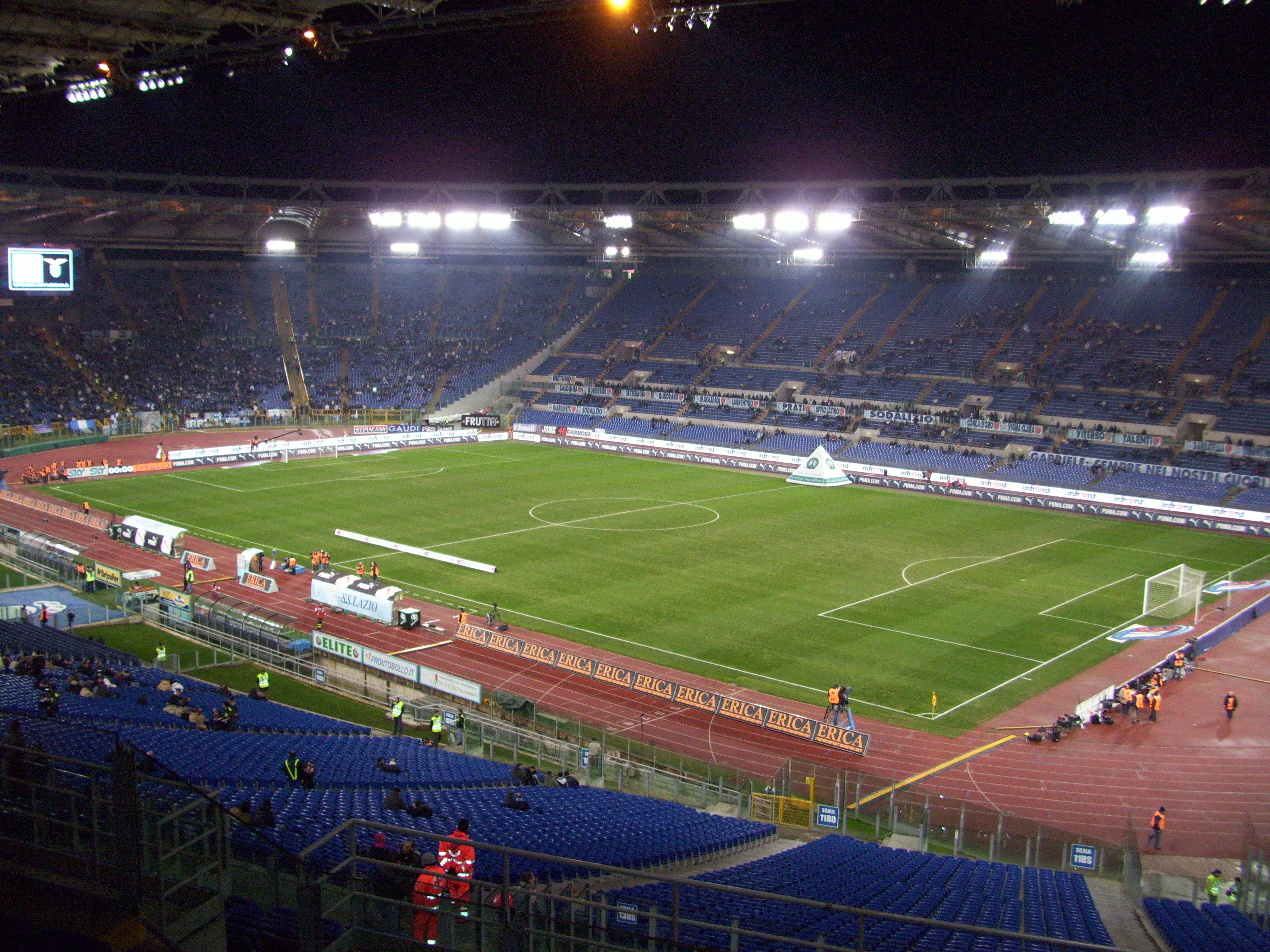
Das Olympiastadion von Rom im Jahr 2009

Der 110-Meter-Hürdenlauf der Männer bei den Leichtathletik-Europameisterschaften 1974 wurde vom 6. bis 8. September 1974 im Olympiastadion von Rom ausgetragen.
Mit Silber und Bronze gab es in diesem Wettbewerb Medaillen für zwei Brüder aus Polen. Europameister wurde der französische Olympiazweite von 1972 Guy Drut. Er gewann vor Mirosław Wodzyński. Bronze ging an Leszek Wodzyński.

## Rekorde
Vorbemerkung:

In diesen Jahren gab es bei den Bestleistungen und Rekorden eine Zweiteilung. Es wurden nebeneinander handgestoppte und elektronisch ermittelte Leistungen geführt. Die offizielle Angabe der Zeiten erfolgte in der Regel noch in Zehntelsekunden, die bei Vorhandensein elektronischer Messung gerundet wurden. Allerdings verlor der in Zehntelsekunden angegebene Rekord immer mehr an Bedeutung. Ab 1977 hatte das Nebeneinander der Bestzeiten ein Ende, von da an wurde nur noch der elektronische gemessene und in Hundertstelsekunden angegebene Wert als Rekord gelistet.

### Offizielle Rekorde – Angabe in Zehntelsekunden

#### Bestehende Rekorde
| Weltrekord   | 13,1 s | Rod Milburn  | Zürich, Schweiz           | 6. Juli 1973       |
| Weltrekord   | 13,1 s | Rod Milburn  | Siena, Italien            | 22. Juli 1973      |
| Europarekord | 13,2 s | Martin Lauer | Zürich, Schweiz           | 7. Juli 1959       |
| Europarekord | 13,2 s | Guy Drut     | Paris, Frankreich         | 3. Juni 1974       |
| Europarekord | 13,2 s | Guy Drut     | Fontainebleau, Frankreich | 8. Juni 1974       |
| EM-Rekord    | 13,5 s | Eddy Ottoz   | EM Athen, Griechenland    | 20. September 1969 |

#### Rekordverbesserung
Der französische Europameister Guy Drut verbesserte den bestehenden Meisterschaftsrekord im Finale am 8. September bei einem Rückenwind von 0,5 m/s um eine Zehntelsekunde auf 13,4 s.

### Elektronisch gemessene Rekorde

#### Bestehende Rekorde
| Weltrekord   | 13,24 s | Rod Milburn | OS München, BR Deutschland (heute Deutschland) | 7. September 1972  |
| Europarekord | 13,34 s | Guy Drut    | OS München, BR Deutschland (heute Deutschland) | 7. September 1972  |
| EM-Rekord    | 13,59 s | Eddy Ottoz  | EM Athen, Griechenland                         | 20. September 1969 |

#### Rekordverbesserung
Der französische Europameister Guy Drut verbesserte den bestehenden Meisterschaftsrekord im Finale am 8. September bei einem Rückenwind von 0,5 m/s um neunzehn Hundertstelsekunden auf 13,40 s.

## Legende
- CR: Championshiprekord

## Vorrunde
6. September 1974, 17:35 Uhr
Die Vorrunde wurde in drei Läufen durchgeführt. Die ersten vier Athleten pro Lauf – hellblau unterlegt – und die darüber hinaus vier zeitschnellsten Hürdensprinter – hellgrün unterlegt – qualifizierten sich für das Halbfinale.

### Vorlauf 1
Wind: +1,0 m/s
| Platz | Name                | Nation           | Zeit (s) |
| ----- | ------------------- | ---------------- | -------- |
| 1     | Guy Drut            | Frankreich       | 13,82    |
| 2     | Frank Siebeck       | DDR              | 13,93    |
| 3     | Przemysław Siciński | Polen            | 13,99    |
| 4     | Ervin Sebestyen     | Rumänien         | 14,14    |
| 5     | Vlastimil Hoferek   | Tschechoslowakei | 14,25    |
| 6     | Berwyn Price        | Großbritannien   | 14,28    |
| 7     | Sergio Catasta      | Italien          | 14,40    |
| 8     | Gerardo Calleja     | Spanien          | 14,54    |

### Vorlauf 2
Wind: +2,5 m/s
| Platz | Name              | Nation           | Zeit (s) |
| ----- | ----------------- | ---------------- | -------- |
| 1     | Wiktor Mjasnikow  | Sowjetunion      | 14,08    |
| 2     | Leszek Wodzyński  | Polen            | 14,13    |
| 3     | Klaus Fiedler     | DDR              | 14,19    |
| 4     | Manfred Schumann  | BR Deutschland   | 14,31    |
| 5     | Lubomír Nádeníček | Tschechoslowakei | 14,34    |
| 6     | Sergio Liani      | Italien          | 14,43    |
| 7     | Juan Lloveras     | Spanien          | 14,60    |
| 8     | Yves Kirpach      | Luxemburg        | 14,63    |

### Vorlauf 3
Wind: −1,2 m/s
| Platz | Name                | Nation           | Zeit (s) |
| ----- | ------------------- | ---------------- | -------- |
| 1     | Mirosław Wodzyński  | Polen            | 13,84    |
| 2     | Thomas Munkelt      | DDR              | 13,92    |
| 3     | Eduard Perewersew   | Sowjetunion      | 13,96    |
| 4     | Giuseppe Buttari    | Italien          | 13,98    |
| 5     | Petr Čech           | Tschechoslowakei | 14,06    |
| 6     | Efstratios Vasiliou | Griechenland     | 14,37    |
| 7     | Krister Clerselius  | Schweden         | 14,98    |

## Halbfinale
7. September 1974, 17:20 Uhr
In den beiden Halbfinalläufen qualifizierten sich die jeweils ersten vier Athleten – hellblau unterlegt – für das Finale.

### Lauf 1
Wind: +2,5 m/s
| Platz | Name               | Nation           | Zeit (s) |
| ----- | ------------------ | ---------------- | -------- |
| 1     | Mirosław Wodzyński | Polen            | 13,59    |
| 2     | Giuseppe Buttari   | Italien          | 13,64    |
| 3     | Berwyn Price       | Großbritannien   | 13,78    |
| 4     | Thomas Munkelt     | DDR              | 13,83    |
| 5     | Ervin Sebestyen    | Rumänien         | 13,91    |
| 6     | Petr Čech          | Tschechoslowakei | 14,07    |
| 7     | Wiktor Mjasnikow   | Sowjetunion      | 14,19    |
| 8     | Lubomír Nádeníček  | Tschechoslowakei | 14,38    |

### Lauf 2

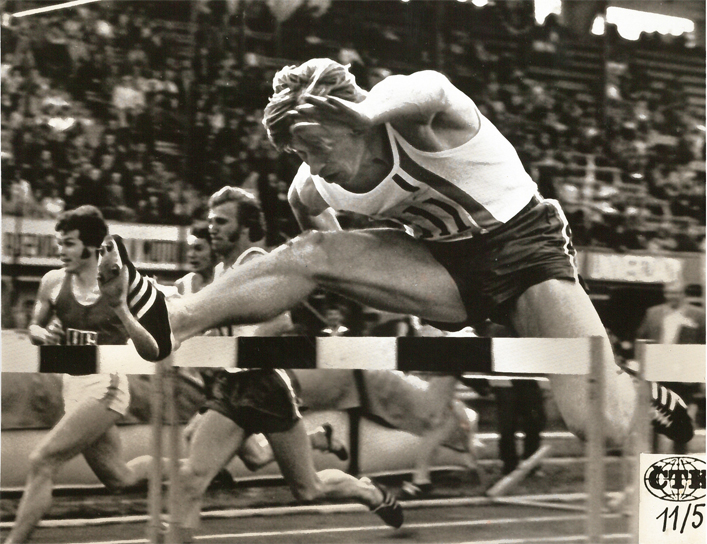
Vlastimil Hoferek – ausgeschieden als Sechster des zweiten Halbfinals

Wind: +2,4 m/s
| Platz | Name                | Nation           | Zeit (s) |
| ----- | ------------------- | ---------------- | -------- |
| 1     | Guy Drut            | Frankreich       | 13,46    |
| 2     | Frank Siebeck       | DDR              | 13,46    |
| 3     | Leszek Wodzyński    | Polen            | 13,61    |
| 4     | Klaus Fiedler       | DDR              | 13,64    |
| 5     | Przemysław Siciński | Polen            | 13,77    |
| 6     | Vlastimil Hoferek   | Tschechoslowakei | 13,89    |
| 7     | Manfred Schumann    | BR Deutschland   | 14,04    |
| 8     | Eduard Perewersew   | Sowjetunion      | 14,21    |

## Finale

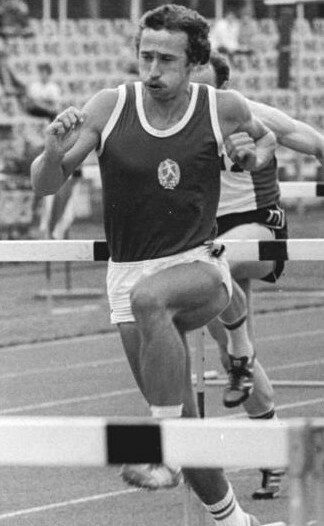
Thomas Munkelt verpasste Bronze um eine Hundertstelsekunde – Europameister wurde er 1978 und 1982, 1980 gewann er Olympiagold

8. September 1974, 16:00 Uhr
Wind: +0,5 m/s
| Platz | Name               | Nation         | Zeit (s) |
| ----- | ------------------ | -------------- | -------- |
| 1     | Guy Drut           | Frankreich     | 13,40 CR |
| 2     | Mirosław Wodzyński | Polen          | 13,67    |
| 3     | Leszek Wodzyński   | Polen          | 13,71    |
| 4     | Thomas Munkelt     | DDR            | 13,72    |
| 5     | Giuseppe Buttari   | Italien        | 13,85    |
| 6     | Klaus Fiedler      | DDR            | 13,96    |
| 7     | Berwyn Price       | Großbritannien | 14,05    |
| 8     | Frank Siebeck      | DDR            | 14,79    |